# Клісіно
Клісіно (пол. Klisino, нім. Gläsen) — село в Польщі, у гміні Ґлубчиці Ґлубчицького повіту Опольського воєводства.
Населення — 641 особа (2011).

## Демографія
Демографічна структура станом на 31 березня 2011 року:
|          | Загалом | Допрацездатний вік | Працездатний вік | Постпрацездатний вік |
| -------- | ------- | ------------------ | ---------------- | -------------------- |
| Чоловіки | 384     | 43                 | 290              | 51                   |
| Жінки    | 257     | 42                 | 155              | 60                   |
| Разом    | 641     | 85                 | 445              | 111                  |